# 赫索格
《赫索格》（英語：Herzog）是美国作家索尔·贝娄的一部小说，由維京出版社出版于1964年9月21日，大部分是主人公摩西·赫索格的信件。该书荣获美国国家小说图书奖。2005年，被评为時代雜誌百大英文小說。